# Ines Geißler
Ines Geißler (Marienberg (Saksen), 16 februari 1963) is een Oost-Duits zwemster.

## Biografie
Geißler won tijdens de Olympische Zomerspelen van 1980 de gouden medaille op de 200m vlinderslag

## Internationale toernooien
| Jaar | Olympische Spelen                     | Wereldkampioenschappen                                  | Europese kampioenschappen                               |
| ---- | ------------------------------------- | ------------------------------------------------------- | ------------------------------------------------------- |
| 1980 | 7e 800m vrije slag · 200m vlinderslag |                                                         |                                                         |
| 1981 |                                       |                                                         | 100m vlinderslag · 200m vlinderslag · 4×100m wisselslag |
| 1982 |                                       | 100m vlinderslag · 200m vlinderslag · 4×100m wisselslag |                                                         |
| 1983 |                                       |                                                         | 100m vlinderslag · 200m vlinderslag · 4×100m wisselslag |

1968: Ada Kok ·
1972: Karen Moe ·
1976: Andrea Pollack ·
1980: Ines Geißler ·
1984: Mary T. Meagher ·
1988: Kathleen Nord ·
1992: Summer Sanders ·
1996: Susie O'Neill ·
2000: Misty Hyman ·
2004: Otylia Jędrzejczak ·
2008: Liu Zige ·
2012: Jiao Liuyang ·
2016: Mireia Belmonte ·
2020: Zhang Yufei ·
2024: Summer McIntosh
- Gemeinsame Normdatei: 1289429812
- Virtual International Authority File: 1887168517336471980000